# Tullaburga Island
Tullaburga Island är en ö i Australien. Den ligger i delstaten Victoria, omkring 430 kilometer öster om delstatshuvudstaden Melbourne. Arean är 0,10 kvadratkilometer.
Genomsnittlig årsnederbörd är 1 214 millimeter. Den regnigaste månaden är juni, med i genomsnitt 236 mm nederbörd, och den torraste är juli, med 42 mm nederbörd.